# Гегечкори, Олег Иродиевич
Олег Иродиевич Гегечкори (укр. Олег Іродійович Гегечкорі; 9 января 1972, пгт. Гвардейское, Симферопольский район, Крымская область, УССР, СССР — 8 марта 2022, с. Бервица, Киевская область, Украина) — украинский военнослужащий, лётчик, полковник, командир вертолётной эскадрильи 11 ОБрАА Сухопутных войск Вооружённых сил Украины, участник российско-украинской войны. Герой Украины (2022, посмертно).

## Биография
Олег Гегечкори родился 9 января 1972 года в пгт. Гвардейское, Симферопольский район, Крымская область. Отец всю жизнь отдал военной авиации и был стрелком-радистом на бомбардировщиках, по национальности грузин, мать — русская. В семье была ещё старшая сестра.
В 9-10 классах он посещал «Добровольное общество содействия армии, авиации и флоту», где вместе с инструктором начал летать на военном учебно-тренировочном самолёте L-9, потом уже сам садился за штурвал.
После срочной службы получил профессию вертолётчика в Кременчугском летном училище, где учился с 1992 по 1995 год.
Поскольку за плечами имел ещё и военную кафедру, то в звании младшего лейтенанта пошёл служить в одну из воинских частей под Одессой. Менее чем за три года её расформировали и Гегечкори перевели в Херсон в вертолётную эскадрилью 11-й отдельной бригады армейской авиации Сухопутных войск ВСУ.
Провёл за штурвалом вертолёта более 20 лет. До 2014 года неоднократно исполнял обязанности в составе украинского контингента миссии ООН в Либерии, Сьерра-Леоне, а также проходил службу в поисковой бригаде.
С 2014 года участвовал в войне в Донбассе. Обычно доставлял грузы и эвакуировал раненых. Выполнял боевые задания в Дебальцево, Волновахе, Амвросиевке и других городах. За боевые операции был награждён орденом «За мужество» III ст.
Кроме основной работы, успевал работать инструктором, обучая молодых курсантов.
Служил командиром вертолётной эскадрильи 11-й отдельной бригады армейской авиации Сухопутных войск Вооружённых Сил Украины.
После начала полномасштабного вторжения России на Украину летал на киевском направлении, атакуя вражеские колонны. Совершал по несколько вылетов в день.
8 марта 2022 года вылетел на выполнение боевого задания, в ходе которого его вертолёт был сбит противником из ПЗРК и разбился вблизи деревни Бервица, Киевской области, в результате чего Олег Гегечкори погиб.
8 апреля 2022 года похоронен на Свиштовском кладбище в Кременчуге.

## Награды
- звание Герой Украины с удостоением ордена «Золотая Звезда» (8 мая 2022, посмертно) — за личное мужество, проявленное в защите государственного суверенитета и территориальной целостности Украины, верность военной присяге[7]
- орден «За мужество» II ст. (14 марта 2022) — за личное мужество во время выполнения боевых задач, самоотверженные действия, выявленные в защите государственного суверенитета и территориальной целостности Украины, верность военной присяге[8]
- орден «За мужество» III ст. (12 декабря 2016)— за личное мужество, самоотверженность и высокий профессионализм, проявленные в защите государственного суверенитета и территориальной целостности Украины, верность военной присяге[9]